# Kapitan Dranitsyne
Le Kapitan Dranitsyne est un brise-glace construit en Finlande pour l'ex-Union soviétique et devenu navire océanographique de l'Institut de l'Arctique et de l'Antarctique depuis 1995.

## Histoire
Le Kapitan Dranitsyne est un brise-glace à propulsion conventionnelle conçu pour les conditions de la route maritime du Nord (en) et de la mer Baltique. Au cours des dernières années, il a été modifié en tant que navire à passagers, avec 49 cabines pour 100 passagers. Les hébergements publics comprennent des salons spacieux, des bars, une piscine chauffée, une salle de sport, un sauna, une bibliothèque et un petit hôpital.

### Service
La principale activité du brise-glace Kapitan Dranitsyne est le pilotage de cargos sur la route maritime du Nord. Elle a également effectué des voyages touristiques en terre François-Joseph, Spitzberg, Nouvelle-Zemble et Tchoukotka, dans le détroit de Béring et même au pôle Nord (avec l'aide d'un brise-glace à énergie nucléaire). Il a par ailleurs effectué des campagnes de recherche dans la mer de Barents, la mer de Béring et l'océan Arctique.
En 1996, il fait le premier voyage autour du monde.La même année, le brise-glace a participé au sauvetage du navire à passagers allemand RCGS Hanseatic, avec à son bord 135 passagers.
En 2000, le brise-glace a fait le tour de l’Arctique sur la route Hammerfest (Norvège) - Keflavík (Islande) - Kangerlussuaq (Groenland) - Arctique canadien - Alaska - Tchoukotka - Mourmansk. Il a aussi effectué des expéditions de recherche sur la mer des Laptev en 2002, 2003 et 2004 afin de placer et de récupérer des amarres dans le cadre du projet NABOS. Au cours de l'été 2002, le Kapitan Dranitsyne a participé au tournage d'un film publicitaire pour la Ford Motor Company dans l'archipel du Spitzberg.
En janvier 2017, le navire était coincé dans la glace au large de Pevek, dans la péninsule de Tchoukotka.

## Galerie

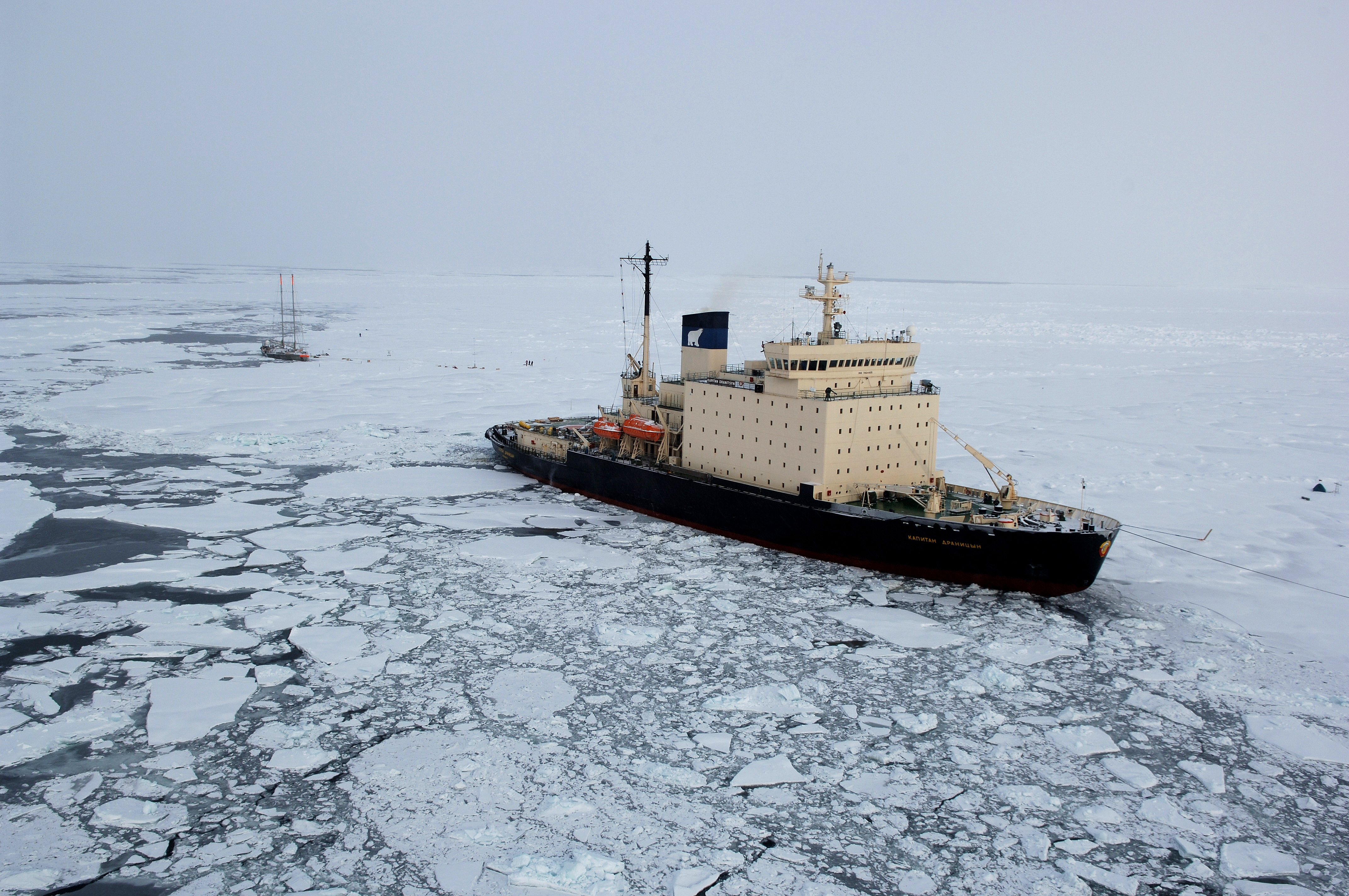
Kapitan Dranitsyne en Arctique
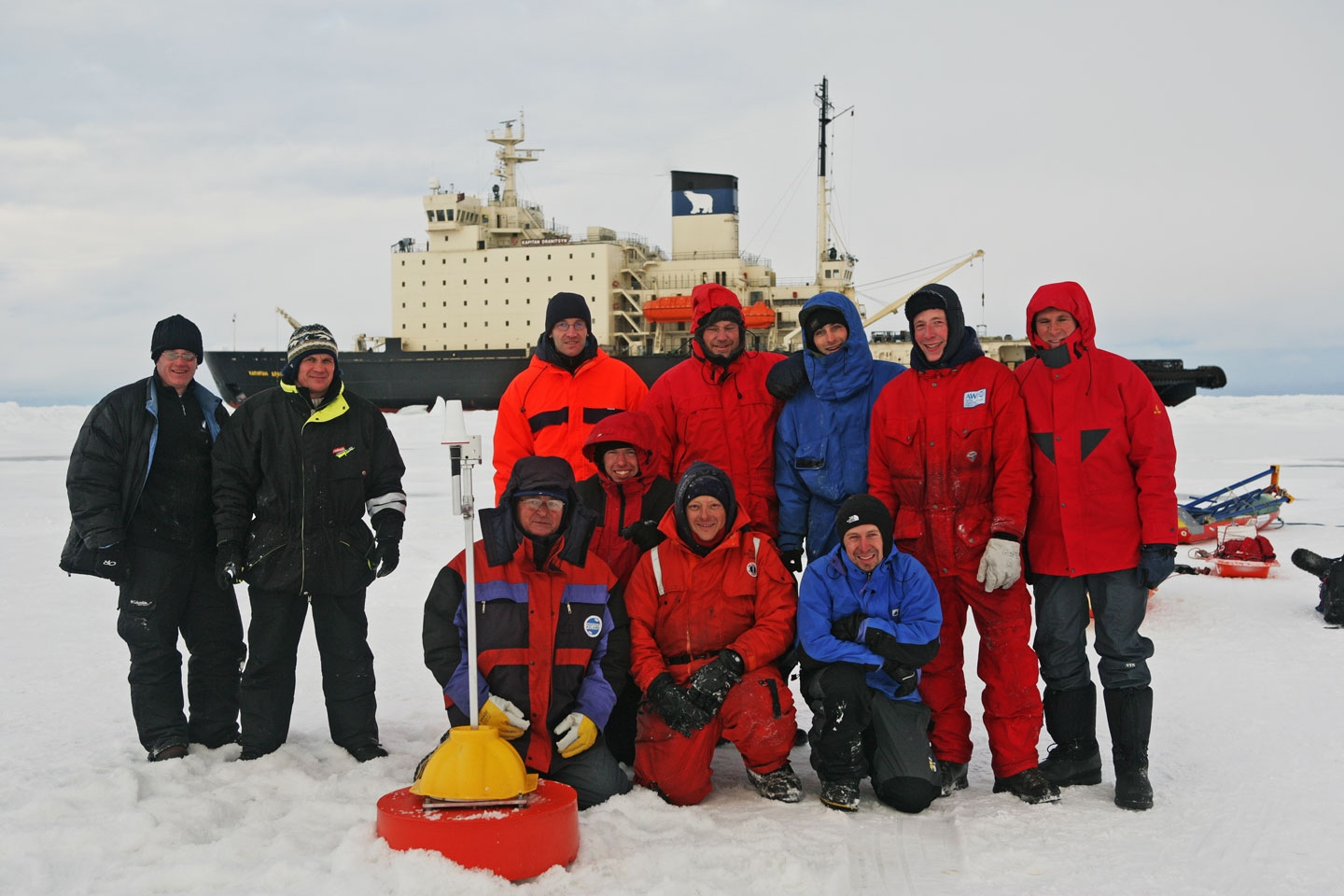
Expédition NOAA 2006
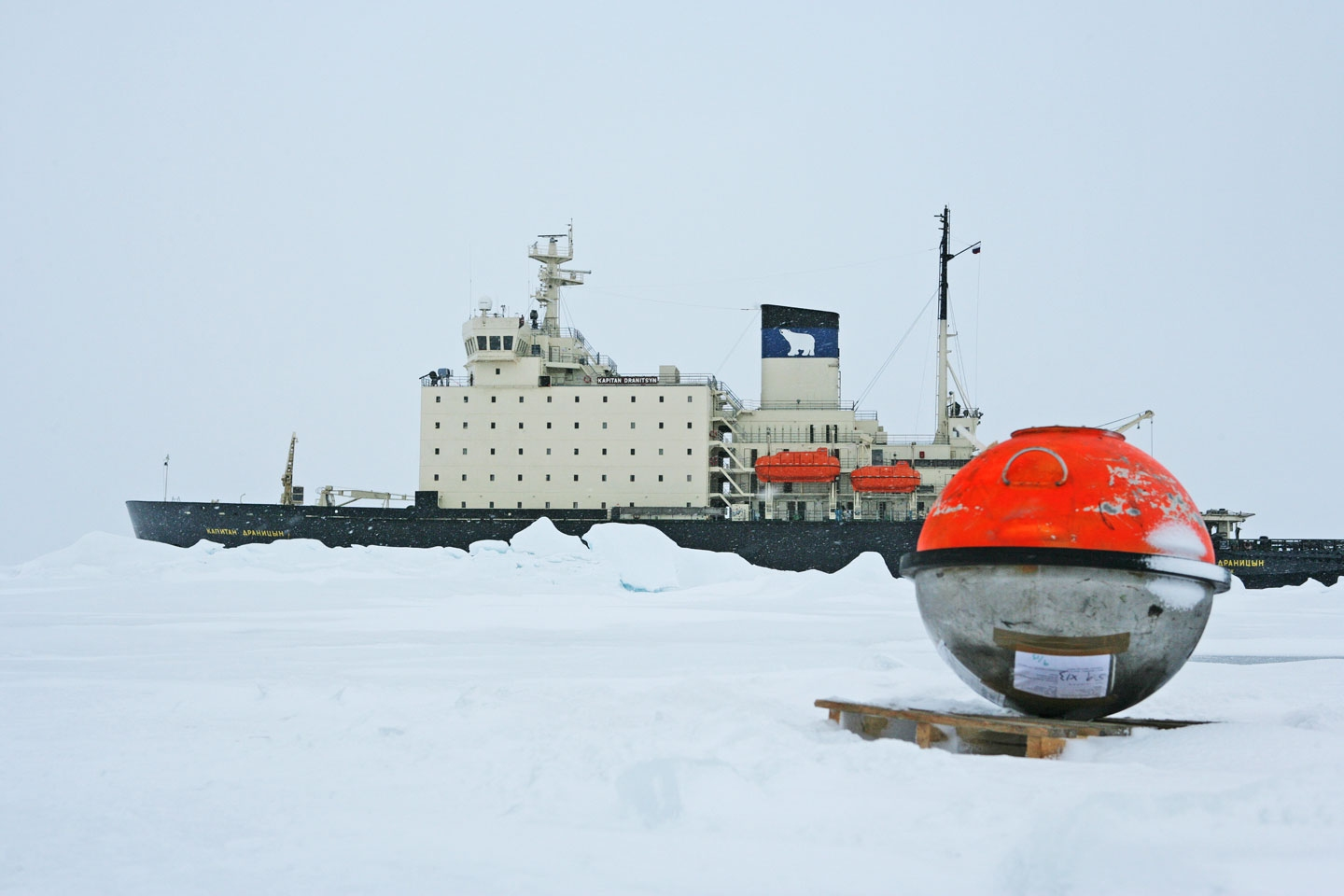
Expédition NOAA 2006